# 安克·韦斯滕多夫
安克·韦斯滕多夫（德語：Anke Westendorf，1954年2月26日—），德国女子排球运动员。她曾代表东德参加1976年和1980年夏季奥林匹克运动会排球比赛，其中1980年奥运会获得一枚银牌。